# Liste des décrets présidentiels durant le second mandat de Donald Trump
Pour un article plus général, voir Seconde présidence de Donald Trump.
Le président des États-Unis émet des décrets présidentiels (en plus d’autres mesures exécutives) pour aider les agents et les agences du pouvoir exécutif à gérer les opérations au sein du gouvernement fédéral lui-même.
Le premier jour de son mandat comme 47e président, Donald Trump signe des décrets présidentiels qui abrogent de nombreuses décisions de l'administration précédente.
 Ces textes notifient :
- le retrait des États-Unis de l'Organisation mondiale de la santé et de l'accord de Paris sur le climat[1],
- reviennent sur la reconnaissance des genres autres que homme ou femme, réduisant les droits des personnes transgenres[2],
- gèlent de nouvelles réglementations ainsi que le recrutement des employés fédéraux[3],[4],
- fondent le département de l'Efficacité gouvernementale,
- réaffirment le droit constitutionnel à la libre expression,
- reviennent sur le retrait de Cuba de la liste des États soutenant le terrorisme,
- suppriment les sanctions contre les colonies israéliennes,
- annulent des réglementations sur l'intelligence artificielle,
- reviennent sur la politique de réunification des familles immigrées,
- accordent une grâce à tous les émeutiers du 6 janvier 2021[5],[6],
- désignent les cartels de la drogue mexicains comme organisations terroristes étrangères,
- tentent d'abolir le droit du sol pour les enfants d'immigrés clandestins,
- suspendent l'interdiction de TikTok pour 75 jours et
- déclarent une urgence nationale sur la frontière avec le Mexique, entraînant le déploiement de l'armée[7],[8].

Le 5 mars 2025, lors de son discours cinglant devant le Sénat, au sujet du soutien à l'Ukraine face à l'invasion russe le sénateur Claude Malhuret évoque la Constitution des États-Unis et déclare à ce sujet en parlant de l'ensemble des présidents des États-Unis : « Jamais aucun n'a piétiné la Constitution américaine, pris autant de décrets illégaux, révoqué les juges qui pourraient l'en empêcher, limogé d'un coup l'État major militaire, affaibli tous les contre-pouvoirs et pris le contrôle des réseaux sociaux. Ce n'est pas une dérive illibérale, c'est un début de confiscation de la démocratie. Rappelons-nous qu'il n'a fallu qu'un mois, trois semaines et deux jours pour mettre à bas la République de Weimar et sa Constitution ».
Durant les 65 premiers jours de son mandat, Trump a signé 104 décrets présidentiels, plus que tout autre président ne l'avait jamais fait durant leur cent premiers jours en fonction.

## 2025
Tableau mis à jour le 30 juillet.
| Numéro relatif | Numéro absolu | Titre / Description | Date de signature | Date de publication | Citation FR | FR doc. no. | Ref.    | Révoqué par – EO no. |
| -------------- | ------------- | --- | ----------------- | ------------------- | ----------- | ----------- | ------- | -------------------- |
| 1              | 14147         | En finir avec la militarisation du gouvernement fédéral | 20 janvier        | 28 janvier 2025     | 90 FR 8235  | 2025-01900  | ,       |                      |
| 2              | 14148         | Annulation de décrets présidentiels et actions nuisibles | 20 janvier        | 28 janvier 2025     | 90 FR 8237  | 2025-01901  | ,       |                      |
| 3              | 14149         | Rétablir la liberté d'expression et mettre fin à la censure fédérale | 20 janvier        | 28 janvier 2025     | 90 FR 8243  | 2025-01902  | ,       |                      |
| 4              | 14150         | Directive politique pour l'Amérique en premier au Secrétaire d'État | 20 janvier        | 29 janvier 2025     | 90 FR 8337  | 2025-01952  | ,       |                      |
| 5              | 14151         | En finir avec les programmes gouvernementaux radicaux et dépensiers de DEI [diversité, équité, inclusion] et de préférence                                                                                              | 20 janvier        | 29 janvier 2025     | 90 FR 8339  | 2025-01953  | ,       |                      |
| 6              | 14152         | Responsabilisation des ex-fonctionnaires du gouvernement pour ingérence électorale et divulgation impropre d'informations gouvernementales confidentielles                                                              | 20 janvier        | 29 janvier 2025     | 90 FR 8343  | 2025-01954  | ,       |                      |
| 7              | 14153         | Libérer l'extraordinaire potentiel de ressources de l'Alaska | 20 janvier        | 29 janvier 2025     | 90 FR 8347  | 2025-01955  | ,       |                      |
| 8              | 14154         | Libérer l'énergie américaine | 20 janvier        | 29 janvier 2025     | 90 FR 8353  | 2025-01956  | ,       |                      |
| 9              | 14155         | Retrait des États-Unis de l'Organisation mondiale de la santé | 20 janvier        | 29 janvier 2025     | 90 FR 8361  | 2025-01957  | ,       |                      |
| 10             | 14156         | Déclaration d'une urgence nationale énergétique | 20 janvier        | 29 janvier 2025     | 90 FR 8433  | 2025-02003  | ,       |                      |
| 11             | 14157         | Designer les cartels et autres organisations comme organisations terroristes étrangères et terroristes globales spécifiquement désignées                                                                                | 20 janvier        | 29 janvier 2025     | 90 FR 8439  | 2025-02004  | ,       |                      |
| 12             | 14158         | Établissement et mise en œuvre du "Département de l'Efficacité gouvernementale" du Président | 20 janvier        | 29 janvier 2025     | 90 FR 8441  | 2025-02005  | ,       |                      |
| 13             | 14159         | Protéger le peuple américain contre l'invasion | 20 janvier        | 29 janvier 2025     | 90 FR 8443  | 2025-02006  | ,       |                      |
| 14             | 14160         | Protéger la signification et la valeur de la citoyenneté américaine | 20 janvier        | 29 janvier 2025     | 90 FR 8449  | 2025-02007  | ,       |                      |
| 15             | 14161         | Protéger les États-Unis de terroristes étrangers et d'autres menaces à la sécurité nationale et publique | 20 janvier        | 30 janvier 2025     | 90 FR 8451  | 2025-02009  | ,       |                      |
| 16             | 14162         | Placer l'Amérique au premier plan des accords internationaux sur l'environnement | 20 janvier        | 30 janvier 2025     | 90 FR 8455  | 2025-02010  | ,       |                      |
| 17             | 14163         | Réalignement du programme d'admission de réfugiés aux États-Unis | 20 janvier        | 30 janvier 2025     | 90 FR 8459  | 2025-02011  | ,       |                      |
| 18             | 14164         | Restaurer la peine de mort et protéger la sécurité publique | 20 janvier        | 30 janvier 2025     | 90 FR 8463  | 2025-02012  | ,       |                      |
| 19             | 14165         | Sécuriser nos frontières | 20 janvier        | 30 janvier 2025     | 90 FR 8467  | 2025-02015  | ,       |                      |
| 20             | 14166         | Application à Tik Tok de l'Acte de protection des Américains contre les applications contrôlées par des adversaires étrangers                                                                                           | 20 janvier        | 30 janvier 2025     | 90 FR 8611  | 2025-02087  | ,       |                      |
| 21             | 14167         | Clarification du rôle militaire dans la protection de l'intégrité territoriale des États-Unis | 20 janvier        | 30 janvier 2025     | 90 FR 8613  | 2025-02089  | ,       |                      |
| 22             | 14168         | Défendre les femmes contre l'extrémisme idéologique de genre et rétablir la vérité biologique au sein du gouvernement fédéral                                                                                           | 20 janvier        | 30 janvier 2025     | 90 FR 8615  | 2025-02090  | ,       |                      |
| 23             | 14169         | Réévaluation et réalignement de l'aide externe des États-Unis | 20 janvier        | 30 janvier 2025     | 90 FR 8619  | 2025-02091  | ,       |                      |
| 24             | 14170         | Réformer le processus de recrutement fédéral et restaurer le mérite de servir le gouvernement | 20 janvier        | 30 janvier 2025     | 90 FR 8621  | 2025-02094  | ,       |                      |
| 25             | 14171         | Restaurer la responsabilité des prises de position ayant une influence politique pour le personnel fédéral | 20 janvier        | 31 janvier 2025     | 90 FR 8625  | 2025-02095  | ,       |                      |
| 26             | 14172         | Restaurer les noms qui honorent la grandeur de l'Amérique | 20 janvier        | 31 janvier 2025     | 90 FR 8629  | 2025-02096  | ,       |                      |
| 27             | 14173         | En finir avec la discrimination illégale et restaurer l'oportunité basée sur le mérite | 21 janvier        | 31 janvier 2025     | 90 FR 8633  | 2025-02097  | ,       |                      |
| 28             | 14174         | Révocation de certains décrets présidentiels | 21 janvier        | 31 janvier 2025     | 90 FR 8637  | 2025-02098  | ,       |                      |
| 29             | 14175         | Désignation de Ansar Allah comme une organisation terroriste étrangère | 22 janvier        | 31 janvier 2025     | 90 FR 8639  | 2025-02103  | ,       |                      |
| 30             | 14176         | Déclassification des dossiers concernant les assassinats du président John F. Kennedy, du sénateur Robert F. Kennedy et du révérend Dr. Martin Luther King, Jr.                                                         | 23 janvier        | 31 janvier 2025     | 90 FR 8641  | 2025-02116  | ,       |                      |
| 31             | 14177         | Comité présidentiel des conseillers en science et technologie | 23 janvier        | 31 janvier 2025     | 90 FR 8643  | 2025-02121  | ,       |                      |
| 32             | 14178         | Renforcer le leadership américain en technologie financière numérique | 23 janvier        | 31 janvier 2025     | 90 FR 8647  | 2025-02123  | ,       |                      |
| 33             | 14179         | Supprimer les barrières au leadership américain dans le domaine de l' intelligence artificielle | 23 janvier        | 31 janvier 2025     | 90 FR 8741  | 2025-02172  | ,       |                      |
| 34             | 14180         | Conseil pour évaluer l'agence de gestion des urgences fédérales | 24 janvier        | 31 janvier 2025     | 90 FR 8743  | 2025-02173  | ,       |                      |
| 35             | 14181         | Mesures d'urgence pour fournir de l'eau en Californie et améliorer la réponse aux catastrophes dans certaines zones | 24 janvier        | 31 janvier 2025     | 90 FR 8747  | 2025-02174  | ,       |                      |
| 36             | 14182         | Renforcement de l'amendement Hyde | 24 janvier        | 31 janvier 2025     | 90 FR 8751  | 2025-02175  | ,       |                      |
| 37             | 14183         | Prioriser l'excellence et la préparation militaires | 27 janvier        | 3 février           | 90 FR 8757  | 2025-02178  | ,       |                      |
| 38             | 14184         | Remettre en place les membres congédiés sous le mandat de vaccination du Covid-19 | 27 janvier        | 3 février           | 90 FR 8761  | 2025-02180  | ,       |                      |
| 39             | 14185         | Restaurer la force de frappe de l'Amérique | 27 janvier        | 3 février           | 90 FR 8763  | 2025-02181  | ,       |                      |
| 40             | 14186         | Dôme de fer pour l'Amérique | 27 janvier        | 3 février           | 90 FR 8767  | 2025-02182  | ,       |                      |
| 41             | 14187         | Protéger les enfants des mutilations chimiques et chirurgicales | 28 janvier        | 3 février           | 90 FR 8771  | 2025-02194  | ,       |                      |
| 42             | 14188         | Mesures additionnelles pour combattre l'antisémitisme | 29 janvier        | 3 février           | 90 FR 8847  | 2025-02230  | ,       |                      |
| 43             | 14189         | Célébrer le 250e anniversaire de l'indépendance américaine | 29 janvier        | 3 février           | 90 FR 8849  | 2025-02231  | ,       |                      |
| 44             | 14190         | Stopper l'endoctrinement radical dans le cursus scolaire | 29 janvier        | 3 février           | 90 FR 8853  | 2025-02232  | ,       |                      |
| 45             | 14191         | Étendre la liberté éducative et les opportunités pour les familles | 29 janvier        | 3 février           | 90 FR 8859  | 2025-02233  | ,       |                      |
| 46             | 14192         | Encourager la prospérité par la dérégulation | 31 janvier        | 6 février           | 90 FR 9065  | 2025-02345  | ,       |                      |
| 47             | 14193         | Imposer des devoirs pour répondre au flux de drogues illégales traversant notre frontière septentrionale | 1er février       | 7 février           | 90 FR 9113  | 2025-02406  | ,       |                      |
| 48             | 14194         | Imposer des devoirs pour répondre à la situation sur notre frontière méridionale | 1er février       | 7 février           | 90 FR 9065  | 2025-02345  | ,       |                      |
| 49             | 14195         | Imposer des devoirs pour répondre à la chaîne d'approvisionnement d'opioïde synthétique en République populaire de Chine                                                                                                | 1er février       | 7 février           | 90 FR 9121  | 2025-02408  | ,       |                      |
| 50             | 14196         | Un plan pour fonder un fonds souverain de richesse américain | 3 février         | 10 février          | 90 FR 9181  | 2025-02477  | ,       |                      |
| 51             | 14197         | Progrès sur la situation sur notre frontière septentrionale | 3 février         | 10 février          | 90 FR 9183  | 2025-02478  | ,       |                      |
| 52             | 14198         | Progrès sur la situation sur notre frontière méridionale | 3 février         | 10 février          | 90 FR 9185  | 2025-02479  | ,       |                      |
| 53             | 14199         | Retrait des États-Unis et arrêt de financement de certaines organisations des Nations-Unies et révision du soutien des États-Unis à toutes les organisations internationales                                            | 4 février         | 10 février          | 90 FR 9275  | 2025-02504  | ,       |                      |
| 54             | 14200         | Amendement à Imposer des devoirs pour répondre à la chaîne d'approvisionnement d'opioïde synthétique en République populaire de Chine                                                                                   | 5 février         | 11 février          | 90 FR 9277  | 2025-02512  | ,       |                      |
| 55             | 14201         | Garder les hommes hors du sport féminin | 5 février         | 11 février          | 90 FR 9279  | 2025-02513  | ,       |                      |
| 56             | 14202         | Éradiquer les biais anti-chrétiens | 6 février         | 12 février          | 90 FR 9365  | 2025-02611  | ,       |                      |
| 57             | 14203         | Imposer des sanctions à la Cour pénale internationale | 6 février         | 12 février          | 90 FR 9369  | 2025-02612  | ,       |                      |
| 58             | 14204         | Réponse aux actions néfastes de la République d'Afrique du Sud | 7 février         | 12 février          | 90 FR 9497  | 2025-02630  | ,       |                      |
| 59             | 14205         | Création du Bureau de la foi de la Maison-Blanche | 7 février         | 12 février          | 90 FR 9499  | 2025-02635  | ,       |                      |
| 60             | 14206         | Protection des droits du deuxième amendement | 7 février         | 12 février          | 90 FR 9503  | 2025-02636  | ,       |                      |
| 61             | 14207         | Éliminer l'Institut exécutif fédéral | 10 février        | 14 février          | 90 FR 9583  | 2025-02734  | ,       |                      |
| 62             | 14208         | Arrêter l'approvisionnement et l'usage forcé des pailles en papier | 10 février        | 14 février          | 90 FR 9585  | 2025-02735  | ,       |                      |
| 63             | 14209         | Suspension de l'Acte sur les pratiques de corruption étrangères, mise en œuvre pour l'Amérique de plus de sécurité économique et nationale                                                                              | 10 février        | 14 février          | 90 FR 9587  | 2025-02736  | ,       |                      |
| 64             | 14210         | Mise en œuvre de l'initiative pour une optimisation de la main-d’œuvre par le "Département de l'Efficacité gouvernementale"                                                                                             | 11 février        | 14 février          | 90 FR 9669  | 2025-02762  | ,       |                      |
| 65             | 14211         | Une seule voix pour les relations étrangères de l'Amérique | 12 février        | 15 février          | 90 FR 9831  | 2025-02841  | ,       |                      |
| 66             | 14212         | Création de la commission du Président pour Rendre sa santé à l'Amérique | 13 février        | 19 février          | 90 FR 9833  | 2025-02871  | ,       |                      |
| 67             | 14213         | Création du Conseil national de la maîtrise de l'énergie | 14 février        | 20 février          | 90 FR 9945  | 2025-02928  | ,       |                      |
| 68             | 14214         | Garder l'éducation accessible et supprimer les obligations de vaccination Covid-19 dans les écoles | 15 février        | 20 février          | 90 FR 9949  | 2025-02931  | ,       |                      |
| 69             | 14215         | Assurer l'obligation de rendre des comptes pour toutes les agences | 18 février        | 24 février          | 90 FR 10447 | 2025-03063  | ,       |                      |
| 70             | 14216         | Faciliter l'accès à la fécondation in vitro | 18 février        | 24 février          | 90 FR 10451 | 2025-03064  | ,       |                      |
| 71             | 14217         | Commencement de la réduction de la bureaucracie fédérale | 19 février        | 25 février          | 90 FR 10577 | 2025-03133  | ,       |                      |
| 72             | 14218         | En finir avec le subventionnement des frontières ouvertes par le contribuable | 19 février        | 25 février          | 90 FR 10581 | 2025-03137  | ,       |                      |
| 73             | 14219         | Assurer une gouvernance légale et mise en œuvre de l'initiative réglementaire du "Département de l'Efficacité gouvernementale" du Président                                                                             | 19 février        | 25 février          | 90 FR 10583 | 2025-03138  | ,       |                      |
| 74             | 14220         | Réponse à la menace sur la sécurité nationale du fait des importations de cuivre | 25 février        | 28 février 2025     | 90 FR 11001 | 2025-03439  | ,       |                      |
| 75             | 14221         | Rendre la santé à l'Amérique en aidant les patients avec des informations sur les prix des soins de santé claires, précises et actionnables                                                                             | 25 février        | 28 février 2025     | 90 FR 11005 | 2025-03440  | ,       |                      |
| 76             | 14222         | Mise en œuvre de l'initiative présidentielle de réduction des coûts "Département de l'efficacité gouvernementale" | 26 février        | 3 mars              | 90 FR 11095 | 2025-03527  | ,       |                      |
| 77             | 14223         | Réponse à la menace à la sécurité nationale issue des importations de bois de construction | 1er mars          | 6 mars              | 90 FR 11359 | 2025-03693  | ,       |                      |
| 78             | 14224         | Désignation de l'anglais comme langue officielle des États-Unis | 1er mars          | 6 mars              | 90 FR 11363 | 2025-03694  | ,       |                      |
| 79             | 14225         | Expansion immédiate de la production américaine de bois de construction | 1er mars          | 6 mars              | 90 FR 11365 | 2025-03695  | ,       |                      |
| 80             | 14226         | Amendement à Imposer des devoirs pour répondre au flux de drogues illégales traversant notre frontière septentrionale                                                                                                   | 2 mars            | 6 mars              | 90 FR 11369 | 2025-03728  | ,       |                      |
| 81             | 14227         | Amendement à Imposer des devoirs pour répondre à la situation sur notre frontière méridionale | 2 mars            | 6 mars              | 90 FR 11371 | 2025-03729  | ,       |                      |
| 82             | 14228         | Amendements supplémentaires à Imposer des devoirs pour répondre à la chaîne d'approvisionnement d'opioïde synthétique en République populaire de Chine                                                                  | 3 mars            | 7 mars              | 90 FR 11463 | 2025-03775  | ,       |                      |
| 83             | 14229         | Hommage à Jocelyn Nungaray (en) | 4 mars            | 10 mars             | 90 FR 11585 | 2025-03869  | ,       |                      |
| 84             | 14230         | Réponse aux risques provenant de Perkins Coie LLP (en) | 6 mars            | 11 mars             | 90 FR 11781 | 2025-03989  | ,       |                      |
| 85             | 14231         | Amendement à Imposer des devoirs pour répondre au flux de drogues illégales traversant notre frontière septentrionale                                                                                                   | 6 mars            | 11 mars             | 90 FR 11785 | 2025-03990  | ,       |                      |
| 86             | 14232         | Amendement à Imposer des devoirs pour répondre au flux de drogues illégales traversant notre frontière méridionale | 6 mars            | 11 mars             | 90 FR 11787 | 2025-03991  | ,       |                      |
| 87             | 14233         | Création de la Réserve stratégique de Bitcoin et de la Réserve des avoirs numériques des États-Unis | 6 mars            | 11 mars             | 90 FR 11789 | 2025-03992  | ,       |                      |
| 88             | 14234         | Création de la force opérationnelle de la Maison blanche pour la coupe du Monde FIFA 2026 | 7 mars            | 12 mars             | 90 FR 11883 | 2025-04102  | ,       |                      |
| 89             | 14235         | Redonner son sens au Service public de remise d'emprunt | 7 mars            | 12 mars             | 90 FR 11885 | 2025-04103  | ,       |                      |
| 90             | 14236         | Rescisions supplémentaires de décrets présidentiels et actions nuisibles | 14 mars           | 20 mars             | 90 FR 13037 | 2025-04866  | ,       |                      |
| 91             | 14237         | Réponse aux risques provenant de Paul Weiss | 14 mars           | 20 mars             | 90 FR 13039 | 2025-04867  | ,       | 14244                |
| 92             | 14238         | Poursuite de la réduction de la bureaucratie fédérale | 14 mars           | 20 mars             | 90 FR 13043 | 2025-04868  | ,       |                      |
| 93             | 14239         | Atteindre l'efficacité via la préparation fédérale et locale | 19 mars           | 21 mars             | 90 FR 13267 | 2025-04973  | ,       |                      |
| 94             | 14240         | Supprimer le gaspillage et économiser des dollars du contribuable en consolidant l'approvisionnement | 20 mars           | 25 mars             | 90 FR 13671 | 2025-05197  | ,       |                      |
| 95             | 14241         | Mesures immédiates pour augmenter la production américaine de minéraux | 20 mars           | 25 mars             | 90 FR 13673 | 2025-05212  | ,       |                      |
| 96             | 14242         | Améliorer les résultats de l'éducation en donnant plus de pouvoir aux parents, aux États, et aux communautés | 20 mars           | 25 mars             | 90 FR 13679 | 2025-05213  | ,       |                      |
| 97             | 14243         | Arrêter le gaspillage, la fraude, et l'abus en éliminant les silos d'information | 20 mars           | 25 mars             | 90 FR 13681 | 2025-05214  | ,       |                      |
| 98             | 14244         | Réponse à l'action corrective de Paul Weiss | 21 mars           | 26 mars             | 90 FR 13685 | 2025-05291  | ,       |                      |
| 99             | 14245         | Impositions de taxes pour les pays importants du pétrole du Venezuela | 24 mars           | 27 mars             | 90 FR 13829 | 2025-05440  | ,       |                      |
| 100            | 14246         | Réponse aux risques provenant de Jenner & Block | 25 mars           | 28 mars             | 90 FR 13997 | 2025-05519  | ,       |                      |
| 101            | 14247         | Modernisation des paiements vers et depuis le compte bancaire de l'Amérique | 25 mars           | 28 mars             | 90 FR 14001 | 2025-05522  | ,       |                      |
| 102            | 14248         | Préserver et protéger l'intégrité des élections américaines | 25 mars           | 28 mars             | 90 FR 14005 | 2025-05523  | ,       |                      |
| 103            | 14249         | Protection du compte bancaire de l'Amérique contre le gaspillage, la fraude et l'abus | 25 mars           | 28 mars             | 90 FR 14011 | 2025-05524  | ,       |                      |
| 104            | 14250         | Réponse aux risques provenant de WilmerHale | 27 mars           | 3 avril             | 90 FR 14549 | 2025-05845  | ,       |                      |
| 105            | 14251         | Exclusions des programmes fédéraux de relations de gestion du travail | 27 mars           | 3 avril             | 90 FR 14553 | 2025-05836  | ,       |                      |
| 106            | 14252         | Rendre le District de Columbia beau et sûr | 27 mars           | 3 avril             | 90 FR 14559 | 2025-05837  | ,       |                      |
| 107            | 14253         | Restaurer une version véritable et saine de l'histoire américaine | 27 mars           | 3 avril             | 90 FR 14563 | 2025-05838  | ,       |                      |
| 108            | 14254         | Combattre les pratiques injustes dans le marché du spectacle en direct | 31 mars           | 3 avril             | 90 FR 14699 | 2025-05906  | ,       |                      |
| 109            | 14255         | Création de l'accélérateur d'investissement des États-Unis | 31 mars           | 3 avril             | 90 FR 14701 | 2025-05908  | ,       |                      |
| 110            | 14256         | Nouvel amendement à Imposer des devoirs pour répondre à la chaîne d'approvisionnement d'opioïde synthétique en République populaire de Chine en réponse aux importations de faible valeur                               | 2 avril           | 5 avril             | 90 FR 14899 | 2025-06027  | ,       |                      |
| 111            | 14257         | Régulation des importations avec des tarifs douaniers réciproques pour rectifier des pratiques commerciales qui contribuent à un large et persistant déficit annuel dans l'échange des marchandises avec les États-Unis | 2 avril           | 5 avril             | 90 FR 15041 | 2025-06063  | ,       |                      |
| 112            | 14258         | Extension du délai pour l'effort sur TikTok | 4 avril           | 9 avril             | 90 FR 15209 | 2025-06162  | ,       |                      |
| 113            | 14259         | Amendement aux tarifs réciproques et devoirs mis à jour comme appliqué aux imports de faible valeur en provenance de République populaire de Chine                                                                      | 8 avril           | 12 avril            | 90 FR 15509 | 2025-06378  | ,       |                      |
| 114            | 14260         | Protection de l'énergie américaine des excès réglementaires des États | 8 avril           | 12 avril            | 90 FR 15513 | 2025-06379  | ,       |                      |
| 115            | 14261         | Revigorer la belle et propre industrrie du charbon de l'Amérique et amendementg du décret présidentiel 14241 | 8 avril           | 12 avril            | 90 FR 15517 | 2025-06380  | ,       |                      |
| 116            | 14262         | Renforcement de la fiabilité et de la sécurité du réseau électrique des États-Unis | 8 avril           | 12 avril            | 90 FR 15521 | 2025-06381  | ,       |                      |
| 117            | 14263         | Réponse aux risques de Susman Godfrey | 9 avril           | 15 avril            | 90 FR 15615 | 2025-06458  | ,       |                      |
| 118            | 14264         | Maintien d'une pression d'eau acceptable dans les pommeaux de douche | 9 avril           | 15 avril            | 90 FR 15619 | 2025-06459  | ,       |                      |
| 119            | 14265         | Modernisation des acquisitions de défense and incitation à l'innovation dans la base industrielle de la défense | 9 avril           | 15 avril            | 90 FR 15621 | 2025-06461  | ,       |                      |
| 120            | 14266         | Modification des niveaux de taxes réciproques pour refléter les mesures de représailles et d'alignement des partenaires commerciaux                                                                                     | 9 avril           | 15 avril            | 90 FR 15625 | 2025-06462  | ,       |                      |
| 121            | 14267         | Réduction des barrières régulatoires anti-competitives | 9 avril           | 15 avril            | 90 FR 15629 | 2025-06463  | ,       |                      |
| 122            | 14268         | Reforme des ventes étrangères de la défense pour améliorer la rapidité et la responsabilité | 9 avril           | 15 avril            | 90 FR 15631 | 2025-06464  | ,       |                      |
| 123            | 14269         | Restaurer la suprématie maritime de l'Amérique | 9 avril           | 15 avril            | 90 FR 15635 | 2025-06465  | ,       |                      |
| 124            | 14270         | Remise à zéro de la réglementation budgétaire pour débrider le secteur américain de l'énergie | 9 avril           | 15 avril            | 90 FR 15643 | 2025-06466  | ,       |                      |
| 125            | 14271         | Assurer des solutions commerciales rentables pour les contrats fédéraux | 15 avril          | 18 avril            | 90 FR 16433 | 2025-06835  | ,       |                      |
| 126            | 14272         | Assurer la sécurité nationale et la résilience économique par le moyen d'actions Section 232 sur les minéraux critiques transformés et les produits dérivés                                                             | 15 avril          | 18 avril            | 90 FR 16437 | 2025-06836  | ,       |                      |
| 127            | 14273         | Baisse du prix des médicaments par la mise en premier encore des Américains | 15 avril          | 18 avril            | 90 FR 16441 | 2025-06837  | ,       |                      |
| 128            | 14274         | Restaurer le bon sens dans la gestion des espaces de bureaux fédéraux | 15 avril          | 18 avril            | 90 FR 16445 | 2025-06838  | ,       |                      |
| 129            | 14275         | Restaurer le bon sens dans l'approvisionnement fédéral | 15 avril          | 18 avril            | 90 FR 16447 | 2025-06839  | ,       |                      |
| 130            | 14276         | Restaurer la compétitivité du secteur américain des fruits de mer | 17 avril          | 22 avril            | 90 FR 16993 | 2025-07062  | ,       |                      |
| 131            | 14277         | Faire avancer l'éducation à l'intelligence artificielle pour la jeunesse américaine | 23 avril          | 26 avril            | 90 FR 17519 | 2025-07368  | ,       |                      |
| 132            | 14278         | Préparer les américains pour des emplois du futur qualifiés à fort salaire dans le secteur du commerce | 23 avril          | 26 avril            | 90 FR 17525 | 2025-07369  | ,       |                      |
| 133            | 14279         | Reformer l'accréditation pour renforcer l'éducation supérieure | 23 avril          | 26 avril            | 90 FR 17529 | 2025-07376  | ,       |                      |
| 134            | 14280         | Rétablir des politiques de discipline scolaire fondées sur le bon sens | 23 avril          | 26 avril            | 90 FR 17533 | 2025-07377  | ,       |                      |
| 135            | 14281         | Restaurer l'égalité d'opportunité et la méritocratie | 23 avril          | 26 avril            | 90 FR 17537 | 2025-07378  | ,       |                      |
| 136            | 14282         | Transparence concernant l'influence étrangère dans les universités américaines | 23 avril          | 26 avril            | 90 FR 17541 | 2025-07379  | ,       |                      |
| 137            | 14283         | Intiative de la Maison Blanche pour promouvoir l'excellence et l'innovation dans les universités noires historiques | 23 avril          | 26 avril            | 90 FR 17543 | 2025-07380  | ,       |                      |
| 138            | 14284         | Renforcer les périodes d'essai au sein du service fédéral | 24 avril          | 29 avril            | 90 FR 17729 | 2025-07469  | ,       |                      |
| 139            | 14285         | Libérer les minéraux stratégiques et ressources au large des côtes américaines | 24 avril          | 29 avril            | 90 FR 17735 | 2025-07470  | ,       |                      |
| 140            | 14286         | Renforcer les règles de bon sens sur la route pour les conducteurs de camions d'Amérique | 28 avril          | 2 mai               | 90 FR 18759 | 2025-07786  | ,       |                      |
| 141            | 14287         | Protéger les communautés américaines des criminels étrangers | 28 avril          | 2 mai               | 90 FR 18761 | 2025-07789  | ,       |                      |
| 142            | 14288         | Renforcer et libérer l'application de la loi en Amérique pour poursuivre les criminels et protéger les citoyens innocents                                                                                               | 28 avril          | 2 mai               | 90 FR 18765 | 2025-07790  | ,       |                      |
| 143            | 14289         | Réponse à certains droits de douane sur les articles importés | 29 avril          | 2 mai               | 90 FR 18907 | 2025-07835  | ,       |                      |
| 144            | 14290         | Arrêter de subventionner avec l'argent du contribuable des médias biaisés | 1er mai           | 7 mai               | 90 FR 19415 | 2025-08133  | ,       |                      |
| 145            | 14291         | Création de la commission pour la liberté religieuse | 1er mai           | 7 mai               | 90 FR 19417 | 2025-08134  | [ 303 ] |                      |
| 146            | 14292         | Améliorer la sûreté et la sécurité de la recherche biologique | 5 mai             | 8 mai               | 90 FR 19611 | 2025-08266  | ,       |                      |
| 147            | 14293         | Soutien règlementaire pour promouvoir la production domestique de médicaments stratégiques | 5 mai             | 8 mai               | 90 FR 19615 | 2025-08267  | ,       |                      |
| 148            | 14294         | Combattre la surcriminalisation dans les régulations fédérales | 9 mai             | 14 mai              | 90 FR 20363 | 2025-08681  | ,       |                      |
| 149            | 14295         | Accroître l'efficacité du bureau du registre fédéral | 9 mai             | 14 mai              | 90 FR 20367 | 2025-08682  | ,       |                      |
| 150            | 14296         | Garder la promesse faite aux vétérans et créer un centre national pour l'indépendance des combattants | 9 mai             | 14 mai              | 90 FR 20369 | 2025-08683  | ,       |                      |
| 151            | 14297         | Fournir aux patients américains les médicaments prescrits au prix du pays ayant négocié le prix le plus bas | 12 mai            | 15 mai              | 90 FR 20749 | 2025-08876  | ,       |                      |
| 152            | 14298         | Modification des taux de droits de douane réciproques en réponse aux discussions avec la République populaire de Chine                                                                                                  | 12 mai            | 21 mai              | 90 FR 21831 | 2025-09297  | ,       |                      |
| 153            | 14299         | Rétablir une science de référence standard | 21 mai            | 29 mai              | 90 FR 22601 | 2025-09802  | ,       |                      |
| 154            | 14300         | Revigorer la base nucléaire industrielle | 21 mai            | 29 mai              | 90 FR 22595 | 2025-09801  | ,       |                      |
| 155            | 14301         | Réformer les tests de réacteurs nucléaires au Département de l'énergie | 21 mai            | 29 mai              | 90 FR 22591 | 2025-09799  | ,       |                      |
| 156            | 14302         | Ordonner la réforme de Commission régulatoire du nucléaire | 21 mai            | 29 mai              | 90 FR 22587 | 2025-09798  | ,       |                      |
| 157            | 14303         | Déployer des technologies avancées de réacteur nucléaire pour la sécurité nationale | 21 mai            | 29 mai              | 90 FR 22581 | 2025-09796  | ,       |                      |
| 158            | 14304         | Être leader mondial du vol supersonique | 6 juin            | 11 juin             | 90 FR 24717 | 2025-10800  | ,       |                      |
| 159            | 14305         | Rétablir la souveraineté sur l'espace aérien de l'Amérique | 6 juin            | 11 juin             | 90 FR 24719 | 2025-10803  | ,       |                      |
| 160            | 14306         | Soutenir des efforts ciblés pour renforcer la cybersécurité nationale et amender les décrets présidentiels 13694 et 14144                                                                                               | 6 juin            | 11 juin             | 90 FR 24723 | 2025-10804  | ,       |                      |
| 161            | 14307         | Libérer la domination des drones américains | 6 juin            | 11 juin             | 90 FR 24727 | 2025-10814  | ,       |                      |
| 162            | 14308         | Donner plus de pouvoir aux mesures de bon sens de prévention et de réponse aux feux de forêts | 12 juin           | 18 juin             | 90 FR 26175 | 2025-11358  | ,       |                      |
| 163            | 14309         | Mise en place des termes généraux de l'accord de prospérité économique entre les États-Unis d'Amérique et le Royaume-Uni                                                                                                | 16 juin           | 21 juin             | 90 FR 26419 | 2025-11473  | ,       |                      |
| 164            | 14310         | Délai suplémentaire pour l'effort sur TikTok | 13 juin           | 26 juin             | 90 FR 26913 | 2025-11682  | ,       |                      |
| 165            | 14311         | Création d'un Bureau de la Maison Blanche pour les missions spéciales de paix | 30 juin           | 3 juillet           | 90 FR 29393 | 2025-12505  | [ 342 ] |                      |
| 166            | 14312         | Ressources en prévision de la révocation des sanctions contre la Syrie | 30 juin           | 3 juillet           | 90 FR 29395 | 2025-12506  | ,       |                      |
| 167            | 14313         | Rendre sa beauté à l'Amérique en améliorant ses parcs nationaux | 3 juillet         | 9 juillet           | 90 FR 30197 | 2025-12774  | ,       |                      |
| 168            | 14314         | Création de la Commission du Président Rendre sa beauté à l'Amérique | 3 juillet         | 9 juillet           | 90 FR 30201 | 2025-12775  | ,       |                      |
| 169            | 14315         | En finir avec des subventions faussant le marché pour des sources d'énergie non-fiables et contrôlées depuis l'étranger                                                                                                 | 7 juillet         | 10 juillet          | 90 FR 30821 | 2025-12961  | ,       |                      |
| 170            | 14316         | Extension des taux de droits de douane réciproques | 7 juillet         | 10 juillet          | 90 FR 30823 | 2025-12962  | ,       |                      |
| 171            | 14317         | Création du programme G pour le Service Excepté | 17 juillet        | 23 juillet          | 90 FR 34753 | 2025-13925  | ,       |                      |
| 172            | 14318         | Accélération des autorisations fédérales pour les infrastructures de centres de données Infrastructure | 23 juillet        | 28 juillet          | 90 FR 35385 | 2025-14212  | ,       |                      |
| 173            | 14319         | Empêcher les IA woke au sein du gouvernement fédéral | 23 juillet        | 28 juillet          | 90 FR 35389 | 2025-14217  | ,       |                      |
| 174            | 14320         | Promouvoir l'export du capital de la technologie IA américain | 23 juillet        | 28 juillet          | 90 FR 35393 | 2025-14218  | ,       |                      |
| 175            | 14321         | En finir avec le crime et le désordre dans les rues d'Amérique | 24 juillet        | 29 juillet          | 90 FR 35817 | 2025-14391  | ,       |                      |

## Analyses

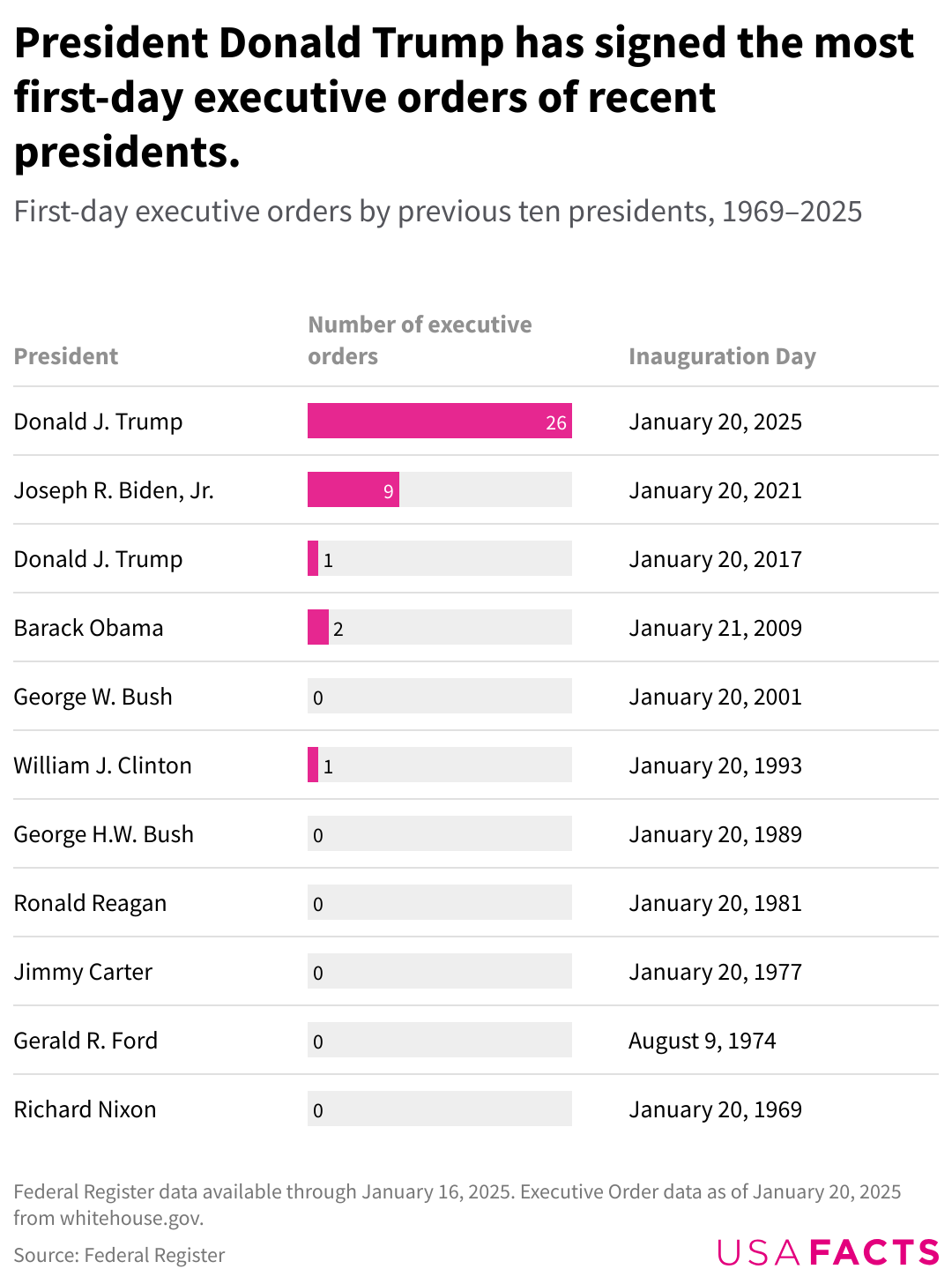
Comparaison des nombres de décrets exécutifs signés le premier jour par les présidents américains depuis 1969.

Le flux constant de décrets présidentiels signés par Donald Trump dès le début de sa présidence est largement reconnu comme faisant partie de la stratégie politique créée par Steve Bannon qui consiste à « inonder la zone de merde » pour empêcher entre autres les opposants politiques d'agir convenablement au vu de l'affluence inédite de décrets présidentiels,,,,,.